# Ронко Скривија
Ронко Скривија (итал. Ronco Scrivia) је насеље у Италији у округу Ђенова, региону Лигурија.
Према процени из 2011. у насељу је живело 2853 становника. Насеље се налази на надморској висини од 329 м.

## Становништво
Према резултатима пописа становништва 2011. у општини је живело 4.558 становника.
| 1931. | 1936. | 1951. | 1961. | 1971. | 1981. | 1991. | 2001. | 2011. |
| ----- | ----- | ----- | ----- | ----- | ----- | ----- | ----- | ----- |
| 4.422 | 4.369 | 5.175 | 5.134 | 5.066 | 4.843 | 4.748 | 4.485 | 4.558 |